# 猴島小英雄2：老查克的復仇
《猴島小英雄2：老查克的復仇》（又譯「猴島小英雄2：里查克的復仇」）為美國遊戲公司LucasArts在1991年推出、以海盜為題材的電子冒險遊戲，此亦為該遊戲系列《猴島小英雄》的第二作。

## 遊戲劇情
此作的劇情是以倒敘方法來表現。在開頭一個野外的大坑洞裡，遊戲主角青年海盜小蓋拉著繩子困在大洞中。之後女主角伊蓮·瑪蕾出現，詢問小蓋為何困在這裡。而小蓋便回答伊蓮一切從他在刀鞘島（Scabb Island）上尋找傳說的寶藏「大琥珀」（Big Whoop）開始。
在小蓋於刀鞘島尋找大琥珀的過程中，碰上一名叫做「拉葛·拉格朗底」（Largo LaGrande）的惡棍，而他曾是小蓋的死對頭邪惡船長老查克的手下。當拉葛·拉格朗底得知小蓋先前將老查克給消滅後、留下了對方的鬍子作為證據，便伺機想從小蓋身上搶走鬍子，以作為將老查克復活成為不死殭屍船長的道具……。

## 遊戲方法
《猴島小英雄2：老查克的詛咒》的遊戲方式與前作相同，同樣是以滑鼠單擊查看遊戲畫面內容、或是選擇與其他遊戲角色對話，以獲得資訊解謎。
在遊戲畫面左下方有列出數種不同的行動指來操控玩家角色，而畫面右下方則有目前玩家角色所擁有或拾獲的道具、可讓玩家來依劇情的進度發展來猜測使用。
遊戲中另提供簡易與困難兩種模式，在困難模式中除了遊戲謎題增加、一些解謎的方式順序也會略為不同。

## 遊戲製作
此遊戲主要製作人員，為同樣由前份作品的核心開發人物羅恩·吉伯特、提姆·謝弗與戴夫·葛羅斯曼三人所完成。而採用的遊戲引擎亦為「SCUMM」。
遊戲的配樂同樣由在前回作品負責音樂的麥可·蘭德擔任外，另加入彼得·麥康奈爾與克林特·班加吉安兩名新合作人員。其中採用的配樂系統為由麥可·蘭德與彼得·麥康奈爾共同開發出來的「iMUSE」（Interactive Music Streaming Engine、互動式音樂串流引擎），此為可在遊戲角色移動到不同場景、或是做出指定的行為中會即時引入不同配樂的系統工具。遊戲音樂的演出控制格式則與前作相同採用MIDI檔案。

## 評價
在前回作品《猴島的秘密》獲得好評後，《猴島小英雄2：老查克的復仇》在上市前便被電子遊戲雜誌《Amiga Power》視為1992年度最受期待遊戲之一。
而《猴島小英雄2：老查克的復仇》正式發售後遊戲雜誌《Amiga Computing》給予此作品95的滿意度，認為遊戲中不論是簡易、或是困難模式的謎題難度都調整得恰當好處，而在圖形的表現上也比上一代更出色。
《電腦遊戲世界》則同樣列上96分的高得分，評析在操作介面上比前回更精簡，在配樂上所採用的iMUSE系統對於遊戲氣氛有很大的幫助，之後1996年的《電腦遊戲世界》則把《猴島小英雄2：老查克的復仇》列為史上前250大PC平台電子遊戲的第74名

## 重製特別版本
2009年LucasArts將前一代作品《猴島的秘密》以全新的遊戲引擎開發重製時，《老查克的復仇》也一併順勢推出重製版本。該版本共可支援PlayStation 3、iPhone、iPod Touch、iPad, Windows及Xbox 360等不同平台。
《老查克的復仇》重製版與《猴島的秘密》重製版同樣有著更精細的圖形、全程的遊戲角色配音、以及可切換舊版畫面的選項。

### 特別版的評價
遊戲網站GameBus認為《老查克的復仇》特別版在聲光方面有著優異的效果，遊戲內容在表現上不失原作的味道，但特別版中新增幫助玩家解謎的提示訊息、有些減損遊玩時的樂趣。整體則給予B+的成績。

## 外部連結
- 《猴島小英雄2：老查克的復仇》特別版官方網站 （页面存档备份，存于）